# Wish You Hell
『Wish You Hell』はRed Velvetのウェンディがソロシンガーとして、2024年3月12日にリリースした2ndアルバム。

## 背景
2024年2月19日、『Like Water』以来2年11月ぶりとなるウェンディのソロアルバム『Wish You Hell』が3月12日に発売されることが発表される。2月28日には、アルバムに関連するコンテンツの公開日程が記されたスケジュールポスターも公開された。
スケジュールポスターで予告されていた通り、3月5日にはコンセプトクリップ『School』が、3月6日にはコンセプトクリップ『Sea of mind』が、3月7日には収録曲の『Better Judgement』と『His Car Isn't Yours』をそれぞれテーマにした二つの『Wendy's POV』が、3月8日には撮影風景を映した『Sketch』が、3月11日にはMVのティザー動画が公開された。そして、翌日の3月12日、公開に合わせてウェンディ本人が出演するカウントダウンライブ配信が行われ、その後、午後6時に公式YouTubeチャンネルでMVが、各種音楽配信サイトで音源が公開された。

## 収録曲
| #  | タイトル                | 作詞 | 作曲・編曲 | 時間 |
| -- | ----------------------- | ---- | ---------- | ---- |
| 1. | 「Wish You Hell」       |      |            | 2:50 |
| 2. | 「His Car Isn't Yours」 |      |            | 3:04 |
| 3. | 「Best Ever」           |      |            | 3:08 |
| 4. | 「Better Judgement」    |      |            | 2:49 |
| 5. | 「Queen Of The Party」  |      |            | 3:06 |
| 6. | 「Vermilion」           |      |            | 3:11 |